# Varenets
Varenets (tiếng Nga: варенец, n.đ. 'the stewed one'), đôi khi được viết tắt là stewler hoặc simmeler, là một sản phẩm sữa lên men phổ biến ở Nga. Giống như ryazhenka, nó được làm bằng cách thêm kem chua (smetana) để hấp sữa.

## Sản xuất
Varenets là thức uống làm từ sữa lên men có vị caramel và màu kem mịn. Ngày xưa, sữa được nướng trong lò nướng của Nga và lên men với kem chua.
Varenets trong nuôi cấy có bán trên thị trường là sữa đã được tiệt trùng và đồng nhất hóa (với 0,5% đến 8,9% chất béo), và sau đó cấy với vi khuẩn Streptococcus thermophilus để mô phỏng vi khuẩn xuất hiện tự nhiên trong sản phẩm phiên bản cũ.